# Baromesnil
Baromesnil település Franciaországban, Seine-Maritime megyében. Lakosainak száma 212 fő (2022. január 1.). Baromesnil Cuverville-sur-Yères, Le Mesnil-Réaume, Monchy-sur-Eu, Saint-Martin-le-Gaillard, Saint-Pierre-en-Val és Saint-Rémy-Boscrocourt községekkel határos.

## Népesség
A település népességének változása:
| Lakosok száma | 240  | 236  | 228  | 223  | 218  | 216  | 214  | 212  |
|               | 2013 | 2015 | 2017 | 2018 | 2019 | 2020 | 2021 | 2022 |